# Виллароза
Вилларо́за (итал. Villarosa) — коммуна в Италии, располагается в регионе Сицилия, подчиняется административному центру Энна.
Население составляет 5521 человек (на 2004 г.), плотность населения составляет 104 чел./км². Занимает площадь 55 км². Почтовый индекс — 94010. Телефонный код — 0935.
Покровителем коммуны почитается святой Иаков Старший. Праздник ежегодно празднуется 10 августа.